# Brasiliense FC
Brasiliense Futebol Clube – brazylijski klub piłkarski z siedzibą w mieście Brasília, stolicy państwa, w dzielnicy Taguatinga.

## Osiągnięcia
- Finalista pucharu Brazylii (Copa do Brasil): 2002
- Mistrz drugiej ligi brazylijskiej (Campeonato Brasileiro Série B): 2004
- Mistrz trzeciej ligi brazylijskiej (Campeonato Brasileiro Série C): 2002
- Mistrz stanu (Campeonato Brasiliense) (8): 2004, 2005, 2006, 2007, 2008, 2009, 2011, 2013

## Historia
Biznesmen Luiz Estevão zakupił znajdujący się w Taguatinga klub Atlântida Futebol Clube i 1 sierpnia 2000 roku zmienił jego nazwę na Brasiliense Futebol Clube. Dwa lata po zmianie nazwy klub Brasiliense wygrał trzecią ligę brazylijską (Campeonato Brasileiro Série C) i awansował do drugiej ligi. W roku 2004 klub wygrał drugą ligę (Campeonato Brasileiro Série B) i pierwszy raz awansował do pierwszej ligi brazylijskiej. W tym samym roku Brasliense także po raz pierwszy zdobył mistrzostwo stanu (Campeonato Brasiliense). Choć w lidze stanowej klubowi wiodło się znakomicie (cztery mistrzostwa stanu z rzędu w latach 2004-2007), to w lidze brazylijskiej było gorzej i w roku 2005 klub zajął ostatnie miejsce spadając tym samym do drugiej ligi.